# Liste des milliardaires du monde en 2012

Ceci est la liste des milliardaires du monde telle que publiée par le magazine américain Forbes pour l'année 2012. Ce magazine recense les milliardaires de la planète, à l'exception des têtes couronnées (sauf si leur fortune est privée), et exprime leur fortune en milliards de dollars américains (l'unité retenue dans la suite du texte). Le monde compte ainsi actuellement 1 226 milliardaires se partageant plus de 4 600 milliards de dollars.

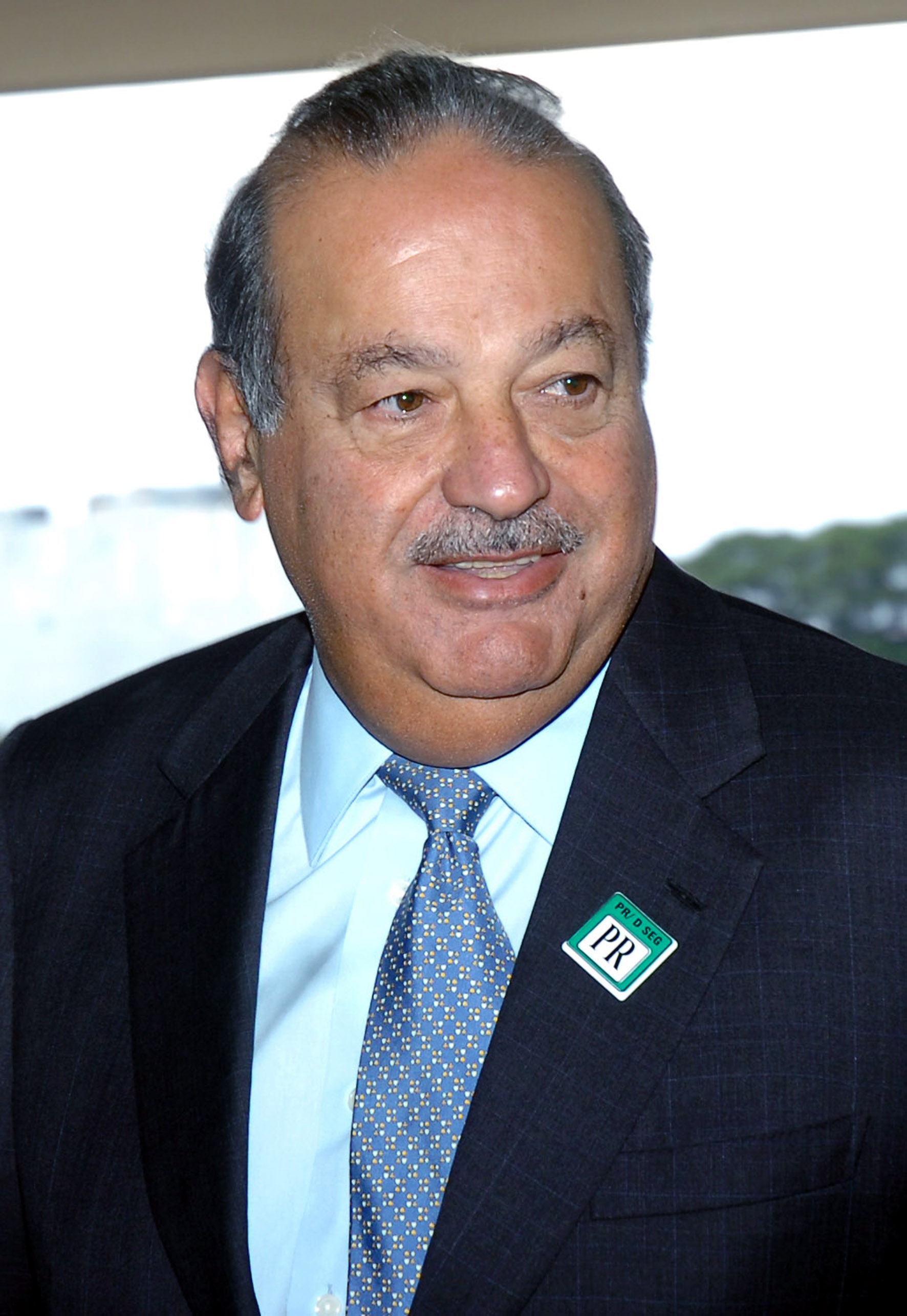
Carlos Slim Helú
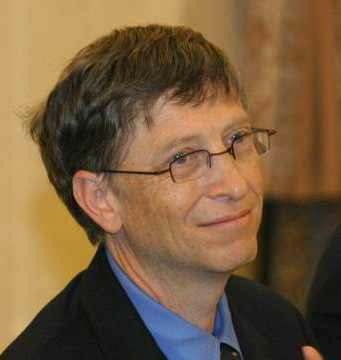
Bill Gates
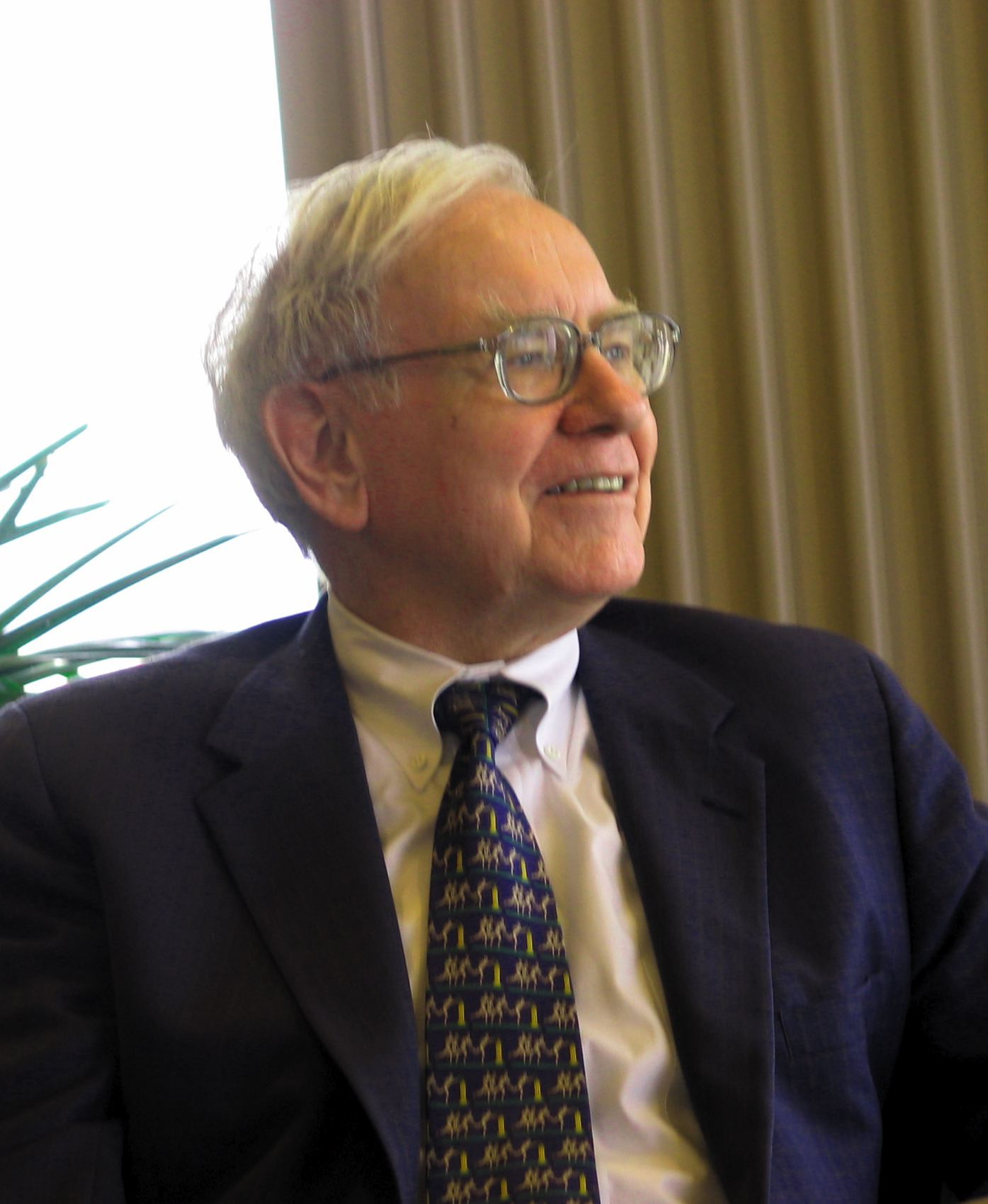
Warren Buffett
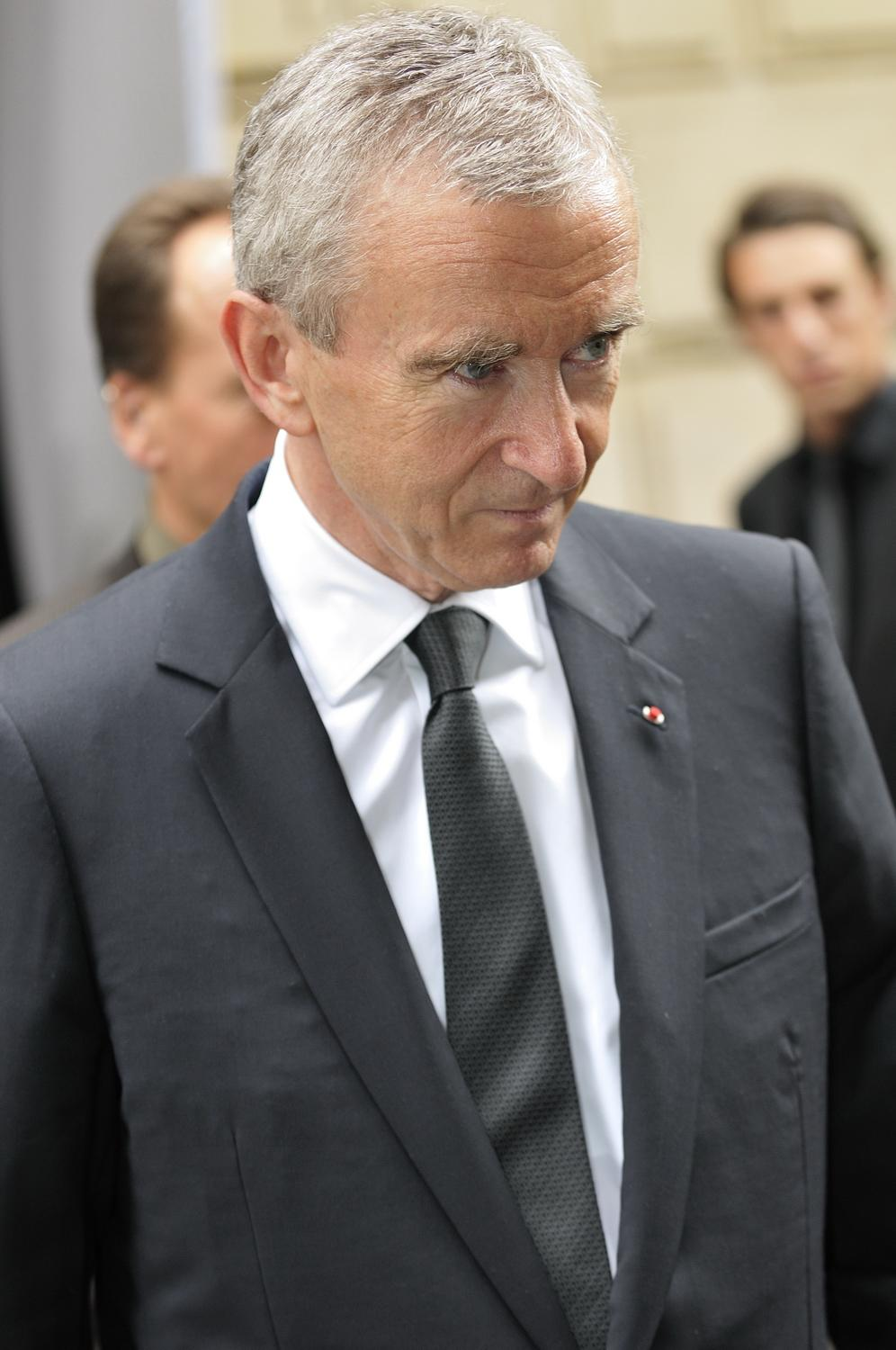
Bernard Arnault

| Légende         | Légende                        |
| Icônes          | Description                    |
| --------------- | ------------------------------ |
| en stagnation   | Pas de changement depuis 2011. |
| en augmentation | En progrès depuis 2011.        |
| en diminution   | En recul depuis 2011.          |

| #  | Nom                         | Fortune (en dollars américains) | Pays       | Résidence                   | Entreprise ou secteur              |
| -- | --------------------------- | ------------------------------- | ---------- | --------------------------- | ---------------------------------- |
| 1  | Carlos Slim                 | $69,0 milliards                 | Mexique    | Mexico                      | Telmex, América Móvil, Grupo Carso |
| 2  | Bill Gates                  | $66,0 milliards                 | États-Unis | Washington                  | Microsoft                          |
| 3  | Warren Buffett              | $44,0 milliards                 | États-Unis | Nebraska                    | Berkshire Hathaway                 |
| 4  | Bernard Arnault             | $41,0 milliards                 | France     | Île-de-France               | LVMH                               |
| 5  | Larry Ellison               | $41,0 milliards                 | États-Unis | Californie                  | Oracle Corporation                 |
| 6  | Amancio Ortega              | $37,5 milliards                 | Espagne    | Galice                      | Inditex                            |
| 7  | Eike Batista                | $30,0 milliards                 | Brésil     | Rio de Janeiro              | OGX                                |
| 8  | Stefan Persson              | $26,0 milliards                 | Suède      | Stockholm                   | Hennes & Mauritz                   |
| 9  | Li Ka-shing                 | $25,5 milliards                 | Chine      | Hong Kong                   | Hutchison Whampoa                  |
| 10 | Karl Albrecht               | $25,4 milliards                 | Allemagne  | Rhénanie-du-Nord-Westphalie | ALDI                               |
| 11 | Christy Walton & sa famille | $25,3 milliards                 | États-Unis | Wyoming                     | Wal-Mart                           |
| 12 | Charles Koch                | $25,0 milliards                 | États-Unis | Kansas                      | Koch Industries                    |
| 13 | David Koch                  | $25,0 milliards                 | États-Unis | New York                    | Koch Industries                    |
| 14 | Sheldon Adelson             | $24,9 milliards                 | États-Unis | Nevada                      | Las Vegas Sands                    |
| 15 | Liliane Bettencourt         | $24,0 milliards                 | France     | Île-de-France               | L’Oréal                            |
| 16 | Jim Walton                  | $23,7 milliards                 | États-Unis | Arkansas                    | Wal-Mart                           |
| 17 | Alice Walton                | $23,3 milliards                 | États-Unis | Texas                       | Wal-Mart                           |
| 18 | S. Robson Walton            | $23,1 milliards                 | États-Unis | Arkansas                    | Wal-Mart                           |
| 19 | Mukesh Ambani               | $22,3 milliards                 | Inde       | Maharashtra                 | Reliance Industries                |
| 20 | Michael Bloomberg           | $22,0 milliards                 | États-Unis | New York                    | Bloomberg L.P.                     |
| 21 | Lakshmi Mittal              | $20,7 milliards                 | Inde       | Londres                     | ArcelorMittal                      |
| 22 | George Soros                | $20,0 milliards                 | États-Unis | New York                    | Soros Fund Management              |